# Les 10 espècies més amenaçades pel canvi climàtic
Les 10 espècies més amenaçades pel canvi climàtic segons la Unió Internacional per a la Conservació de la Natura (UICN) van ser presentades durant la Cimera del Clima de Copenhaguen dins l'informe Espècies i canvi climàtic que revisa la situació de deu espècies per tal de demostrar l'impacte del canvi climàtic en els seus hàbitats terrestres, marins i fluvials.

## Espècies
- Beluga (Delphinapterus leucas)

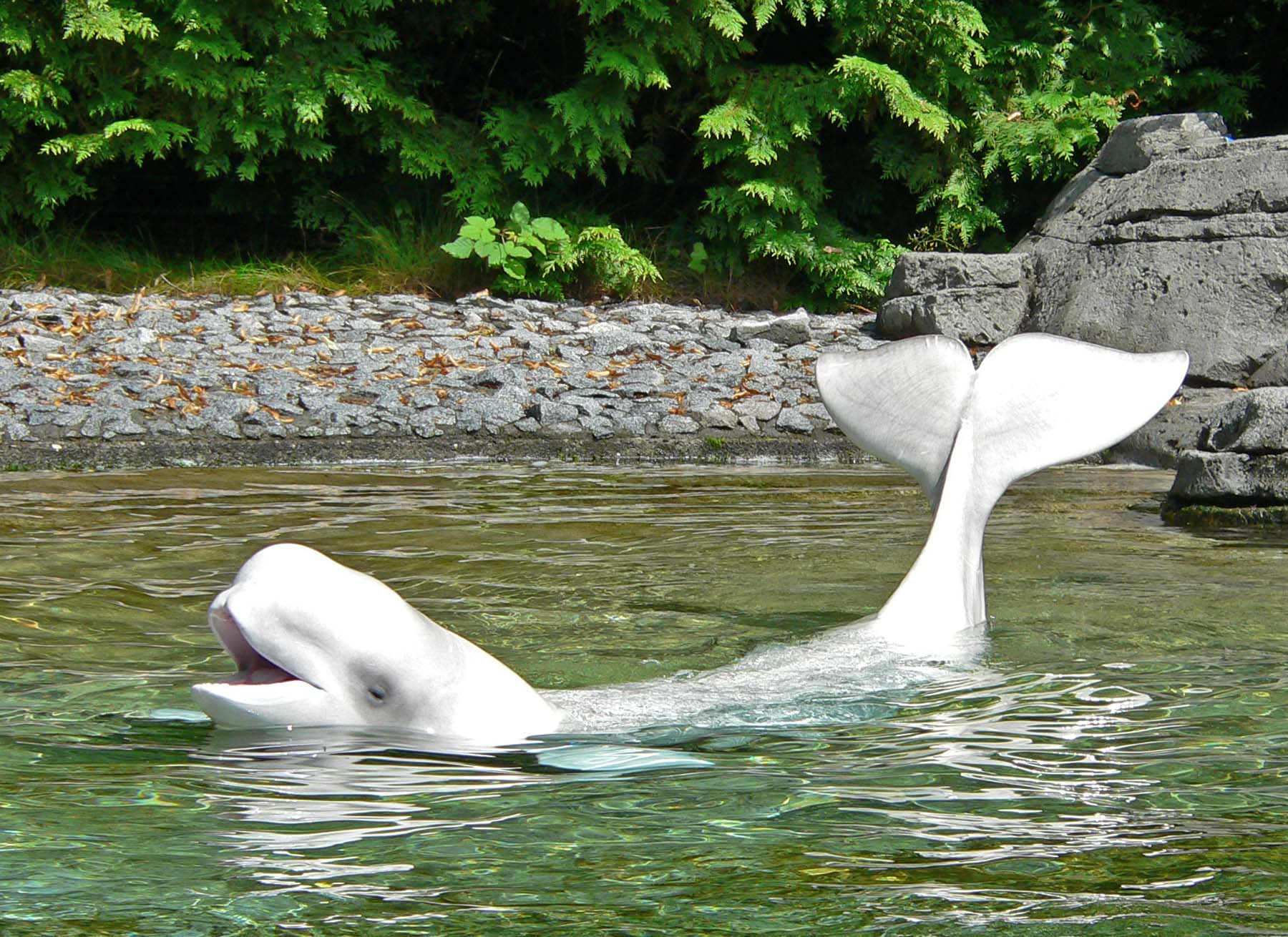
Beluga

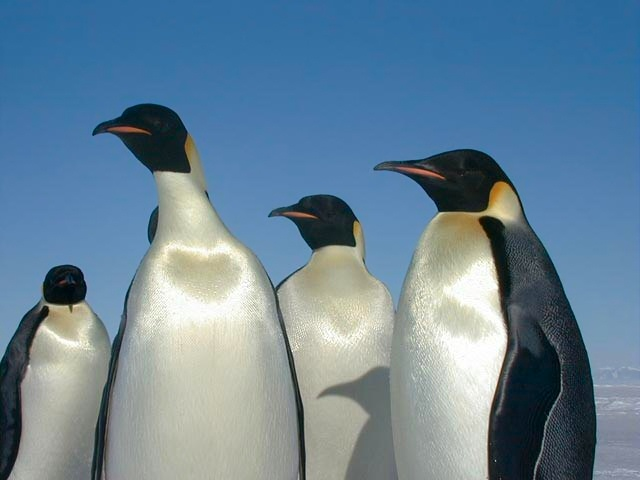
Pingüins emperador

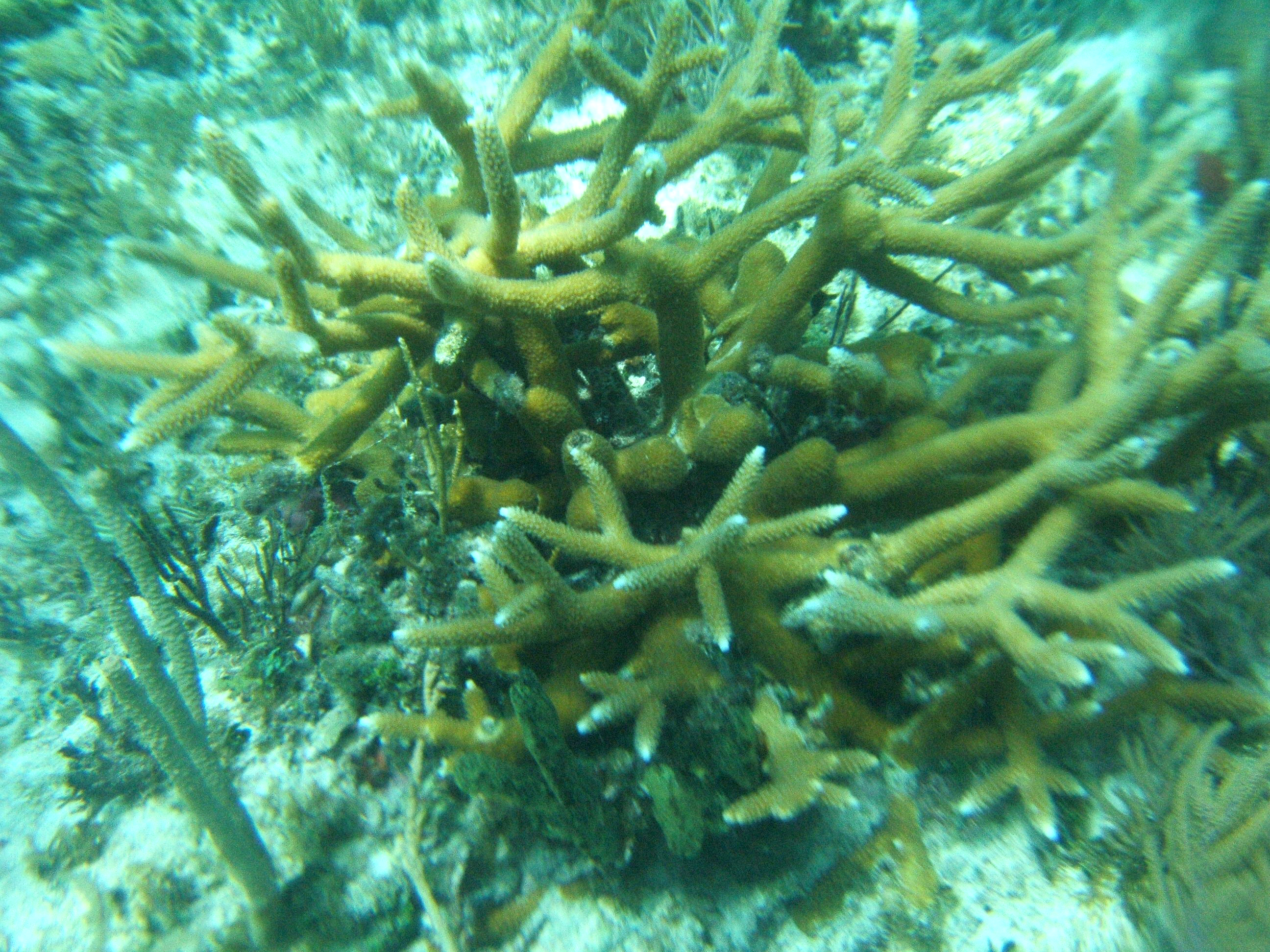
Corall banya de cérvol

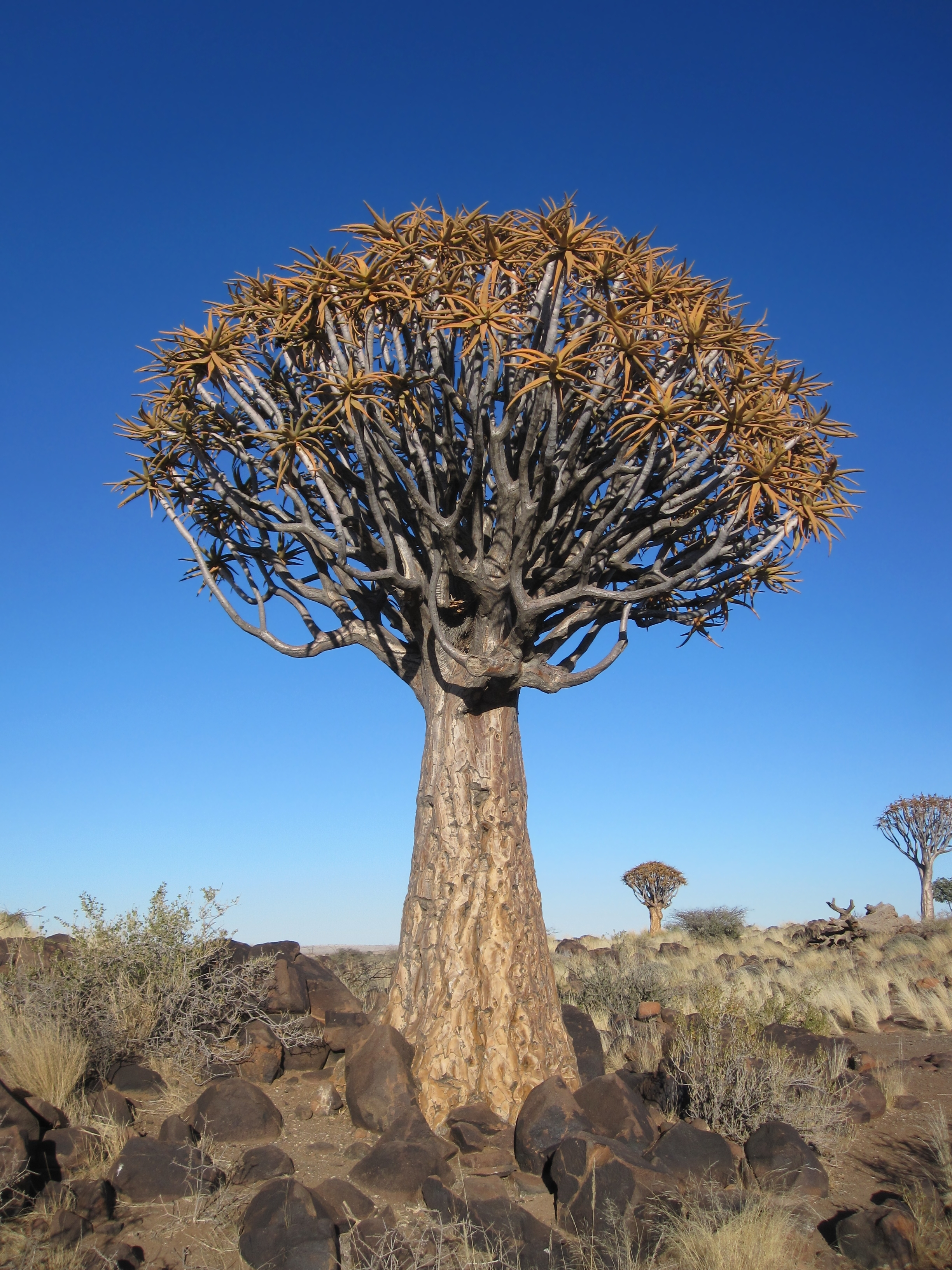
Arbre aloe

- Peix pallasso (Amphiprion ocellaris)
- Pingüí emperador (Aptenodytes forsteri)
- Guineu àrtica
- Koala (Phascolarctos cinereus)
- Foca anellada (Pusa hispida)
- El corall banya de cérvol: unes 160 espècies entre elles Acropora cervicornis
- Salmó
- La tortuga llaüt (Dermochelys coriacea)
- L'arbre aloe (Aloe dichotoma), del desert de Namíbia